# 小行星7518
小行星7518是一颗围绕太阳公转的小行星。1989年3月29日，鈴木憲藏、古田俊正在丰田市发现了此天体。
这颗小行星的绝对星等为68.06543408964328等。